# Daniel Parker (Maskenbildner)
Daniel Parker (geb. 1960) ist ein Maskenbildner und Spezialeffektkünstler aus Großbritannien. 

## Leben
Parker spezialisierte sich früh neben Frisuren und Makeup auf Prothesen und arbeitete unter so renommierten Regisseuren wie Steven Spielberg, Kenneth Branagh, Richard Attenborough, Michael Apted, Michael Cimino und Blake Edwards. 1995 war er für Kenneth Branaghs Literaturverfilmung Mary Shelley’s Frankenstein zusammen mit Paul Engelen und Carol Hemming für den Oscar in der Kategorie Bestes Make-up und beste Frisuren nominiert, die Auszeichnung ging in diesem Jahr jedoch an Tim Burtons Tragikomödie Ed Wood. Für Cloud Atlas erhielt Parker 2013 den Deutschen Filmpreis in der Kategorie Bestes Maskenbild.
Neben seinen Filmengagements war Parker auch für das Fernsehen tätig, darunter die Fernsehserien Band of Brothers – Wir waren wie Brüder, LazyTown und Marco Polo. Für Band of Brothers – Wir waren wie Brüder war er 2002 für einen Primetime Emmy nominiert. 2003 erhielt er für sein Wirken am britisch-US-amerikanischen Fernsehfilm Churchill – The Gathering Storm einen British Academy Television Award. Er erhielt 2021 einen Emmy für seine Arbeit an der Netflix-Miniserie Das Damengambit.

## Filmografie (Auswahl)
- 1984: Greystoke – Die Legende von Tarzan, Herr der Affen (Greystoke: The Legend of Tarzan, Lord of the Apes)
- 1986: Absolute Beginners – Junge Helden (Absolute Beginners)
- 1987: Das Reich der Sonne (Empire of the Sun)
- 1990: Hamlet
- 1992: The Crying Game
- 1993: Little Buddha
- 1994: Mary Shelley’s Frankenstein
- 1995: Die Piratenbraut (Cutthroat Island)
- 1998: Mit Schirm, Charme und Melone (The Avengers)
- 2000: Highlander: Endgame
- 2003: Last Samurai (The Last Samurai)
- 2004: Troja
- 2006: Apocalypto
- 2008: Tödliches Kommando – The Hurt Locker (The Hurt Locker)
- 2010: In einer besseren Welt (Hævnen)
- 2011: Coriolanus
- 2012: Cloud Atlas
- 2014: The November Man
- 2016: Ein Hologramm für den König (A Hologram for the King)
- 2021: Matrix Resurrections

## Auszeichnungen (Auswahl)
- 1995: Oscar-Nominierung in der Kategorie Bestes Make-up und beste Frisuren für Mary Shelley’s Frankenstein
- 2002: Emmy-Nominierung für Band of Brothers – Wir waren wie Brüder
- 2019: Emmy-Nominierung für Chernobyl
- 2021: Emmy für Das Damengambit